# Українсько-тонганські відносини
Українсько-тонганські відносини — відносини між Україною та Королівством Тонга. Між країнами досі не встановлено дипломатичних відносин.
Інтереси громадян України в Королівстві Тонга захищає Посольство України в Австралії.

## Історія
Тонга не брала участі у голосуванні резолюцію ГА ООН «Територіальна цілісність України» від 27.03.2014 р. та резолюцій "Проблема мілітаризації АРК" у 2018-2021 рр., утрималась під час голосування за резолюції "Ситуація з правами людини в АРК" у 2016-2021 рр.
Після початку повномасштабної збройної агресії Росії проти України Тонга підтримала більшість українських резолюцій в ГА ООН, а також приєдналась до колективних заяв Форуму тихоокеанських островів щодо ситуації в Україні, які містили засудження вторгнення Росії та порушення суверенітету і територіальної цілісності України, заклик до РФ припинити спробу незаконної анексії українських територій, забезпечити деескалацію ситуації та вивести російські війська за лінію міжнародно визнаних кордонів України.